# Arthrodesmus phimus
Arthrodesmus phimus là một loài Song tinh tảo trong họ Desmidiaceae, thuộc chi Arthrodesmus.